# Странская (приток Оборли)
Странская — река в России, протекает по Холмскому району Новгородской области (небольшой участок в 2-3 км от истока является пограничным с Марёвским районом). Устье реки находится в 14 км от устья Оборли по правому берегу, у деревни Крушинское. Длина реки составляет 12 км.
Река протекает по территории Тогодского сельского поселения. По берегам находятся урочища — в прошлом деревни: Роды (упразднена в 1979 году), Перелог, Горки, Слепично (упразднена в 1986 году) и Взглядово (упразднена в 1979 году), а также деревня Крушинское.

## Данные водного реестра
По данным государственного водного реестра России относится к Балтийскому бассейновому округу, водохозяйственный участок реки — Ловать и Пола, речной подбассейн реки — Волхов. Относится к речному бассейну реки Нева (включая бассейны рек Онежского и Ладожского озера).
Код объекта в государственном водном реестре — 01040200312102000023599.